# Coris batuensis
Coris batuensis es una especie de peces de la familia Labridae en el orden de los Perciformes.

## Morfología
Los machos pueden llegar alcanzar los 17 cm de longitud total.

## Distribución geográfica
Se encuentra desde el África Oriental hasta las islas Marshall, el sur de Japón, la Gran Barrera de Coral y Tonga.